# Line (software)
Line è un'applicazione di messaggistica istantanea per smartphone, tablet e computer. Consente di scambiare testo, immagini, video e audio e di effettuare telefonate e videoconferenze via VoIP.
È stata sviluppata dal gruppo sudcoreano Naver Corporation e lanciata in Giappone nel 2011 ed è diventata nel 2013 il social network più usato in quel paese. Nel febbraio 2015 gli sviluppatori hanno annunciato di aver raggiunto 700 milioni di utenti nel mondo.
All'inizio Line era disponibile solo per Android e iOS, ma poi sono state rilasciate le versioni per BlackBerry OS, Nokia Asha, Windows Phone e Firefox OS e quelle per computer Windows e Mac OS.
Oggi Line appartiene ed è sviluppata da Line Corporation (Borsa di Tokyo: 3938 , NYSE: LN), una sussidiaria di Naver con sede in Giappone.